# ملكة جمال العالم 1975
ملكة جمال العالم 1975 هي مسابقة ملكة جمال العالم الخامسة والعشرين في تاريخ مسابقة ملكة جمال العالم منذ انطلاقتها عام 1951، عقدت المسابقة في 20 نوفمبر 1975 في قاعة ألبرت الملكية في لندن، المملكة المتحدة. شاركت 67 متسابقة في المسابقة التي فازت بها ويلنيليا ميرسيد من بورتوريكو وتوّجتها أنيلين كريل من جنوب إفريقيا، أما الوصيفة فهي الألمانية فمارينا لانجر، وحلّت في المركز الثالث فيكي هاريس ممثلة المملكة المتحدة، والمركز الرابع ماريسيلا ماكسي كلارك من كوبا، واليوغسلافية ليديكا فيركوفسكا، وهايتي جويل أبولون، وفيتويلا ماريا ماريا كونشيتا ألونسو، وحصلت على المركز السابع.

## النتائج

### المراكز النهائية
| النتائج النهائية      | المتنافسة |
| --------------------- | --- |
| ملكة جمال العالم 1975 | - بورتوريكو - ويليليا ميرسيد |
| الوصيفة الأولى        | - ألمانيا - مارينا لانغنر |
| الوصيفة الثانية       | - المملكة المتحدة - فيكي هاريس |
| الوصيفة الثالثة       | - كوبا - ماريسيلا ماكسي كلارك |
| الوصيفة الرابعة       | - يوغوسلافيا - ليديا فيلكوفسكا |
| الوصيفة الخامسة       | - هايتي - جويل أبولون |
| الوصيفة السادسة       | - فنزويلا - ماريا كونشيتا ألونسو |
| أفضل 15               | - أستراليا - آن ديفيدسون - فنلندا - لينا كارينا فانيو - الهند - أنجانا سود - لبنان - رامونا كرم - موريشيوس - مارييلا تسي سيك سون - سانت لوسيا - صوفيا سانت عمر - جنوب أفريقيا - رودا راديميير - الأوروغواي - كارمن أبال |

## المتسابقات
- الأرجنتين - ليليان نويمي دي أستي
- أروبا - سينثيا مارلين بروين
- أستراليا - آن ديفيدسون
- النمسا - روزماري هولزشوه
- البهاما - افا مارلين بيرك
- باربادوس - بيتا هازل جريفز
- بلجيكا - كريستين ديلميل
- برمودا - دونا لويز رايت
- بوليفيا - ماريا مونيكا غوارديا
- البرازيل - زايدة سوزا كوستا
- كندا - نورماندي جاك
- كولومبيا - أماندا أمايا كوريا
- كوستاريكا - ماريا مايلا بولانيوس أوغالدي
- كوبا - ماريسيلا كلارك
- كوراساو - إلفيرا نيللي ماريا باكر
- الدنمارك - بيا عيسى لوريسن
- جمهورية الدومينيكان - كارمن روزا أريدوندو بو
- السلفادور - آنا ستيلا كوماس دوران
- فنلندا - لينا كارينا فاينيو
- فرنسا - صوفي سونيا بيرين
- ألمانيا - مارينا لانجنر
- جبل طارق - ليليان آن لارا
- اليونان - بيلا أداموبولو
- غوام - دورا آن كوينتانيلا كاماتشو
- غيرنزي - كارول داون لو بيلون
- هايتي - جويل أبولون
- هولندا - باربرا آن نيفس
- هندوراس - إيتليندا ميخيا فيلاسكيز
- هونغ كونغ - تيريزا تشو تسوي كوين
- أيسلندا - هالدورا بيورك جونسدوتير
- الهند - أنجانا سود
- أيرلندا - إيلين روزماري أوهارا
- إسرائيل - أتيدا مور
- إيطاليا - فانا بورتوليني
- اليابان - تشيهارو فوجيوارا
- جيرسي - سوزان ماكسويل دي جروشي
- كوريا - لي سونغ هي
- لبنان - رامونا كرم
- لوكسمبورغ - ماري تيريز ماندرشيد
- ماليزيا - فوزية هارون
- مالطا - ماري جريس سيانتار
- موريشيوس - مارييل تسي سيك صن
- المكسيك - بلانكا باتريشيا لوبيز إسبارزا
- نيوزيلندا - جانيت أندريا نوجينت
- نيكاراغوا - ماريا أوكسيليادورا مانتيلا
- النرويج - سيسيل جولبراندسن
- بيرو - ماري أورفانيدس كاناكيس
- الفلبين - سوزان غونزاليس
- بورتوريكو - ويليلي ميرسيد
- سانت لوسيا - صوفيا سانت عمر
- سيشل - أميلي ليديا ميشيل
- سنغافورة - ماجي سيو تين سيم
- جنوب أفريقيا - رودا راديماير
- إفريقيا الجنوبية - ليديا جلوريا جونستون
- سريلانكا - أنجيلا سينيفيراتني
- سوازيلاند - فينا ثيمبي مامبا
- السويد - أجنيتا كاثرينا ماجنوسون
- سويسرا - فرانزيسكا انجست
- تايلند - رايفادي باتامافونج
- ترينيداد وتوباغو - دونا ساندرا دالريمبل
- تونس - منية ديدا
- تركيا - هاريكا ديجيرمينجي
- المملكة المتحدة - فيكي آن هاريس
- الولايات المتحدة - أنيليز إلتشينكو
- أوروغواي - كارمن أبال
- فنزويلا - ماريا كونسبسيون ألونسو بوستيلو
- يوغوسلافيا - ليديا فيلكوفسكا

## الروابط الخارجية
- موقع ملكة جمال العالم الرسمي